# Coppa del Mondo di rugby a 13 2008
La Coppa del Mondo di rugby a 13 2008 (in inglese 2008 Rugby League World Cup) fu la tredicesima edizione della massima competizione mondiale di rugby a 13. Il torneo è stato disputato in Australia ed ha rappresentato l'evento conclusivo di un anno di celebrazioni per commemorare il centenario dell'introduzione del rugby a 13 in Australia. 
Inizialmente questa edizione della Coppa del Mondo era stata programmata per l'anno 2004, ma le scarse prestazioni di Regno Unito e Nuova Zelanda dopo la Coppa del Mondo 2000 e l'ascesa del Tri Nations hanno fatto posticipare il torneo di altri quattro anni.
Hanno partecipato alla competizione dieci squadre suddivise in un gruppo da quattro e due da tre. Le prime tre squadre del gruppo da quattro hanno avuto l'accesso diretto alle semifinali, mentre le vincitrici degli altri due gruppi hanno dovuto disputare una partita di play off preliminare. In finale la Nuova Zelanda ha conquistato il suo primo trofeo sconfiggendo i padroni di casa dell'Australia 34-20.
Il torneo ha riscosso un successo economico realizzando un guadagno di 21 milioni di dollari, con un profitto di 5 milioni di dollari, e rilanciando la credibilità della competizione. L'evento è stato trasmesso da 26 televisioni diverse in 127 nazioni raggiungendo 19,2 milioni di telespettatori in tutto il mondo, un record nella storia di questo sport.

## Squadre partecipanti
Le seguenti squadre si sono qualificate automaticamente:
- Australia
- Nuova Zelanda
- Inghilterra
- Francia
- Papua Nuova Guinea

Le seguenti squadre si sono qualificate dopo avere disputato un torneo di qualificazione:
- Pacifico
  -  Tonga
  -  Figi
- Europa
  -  Scozia
  -  Irlanda
- Ripescaggio
  -  Samoa (sconfitto il Libano 38-16)

## Cerimonia d'apertura

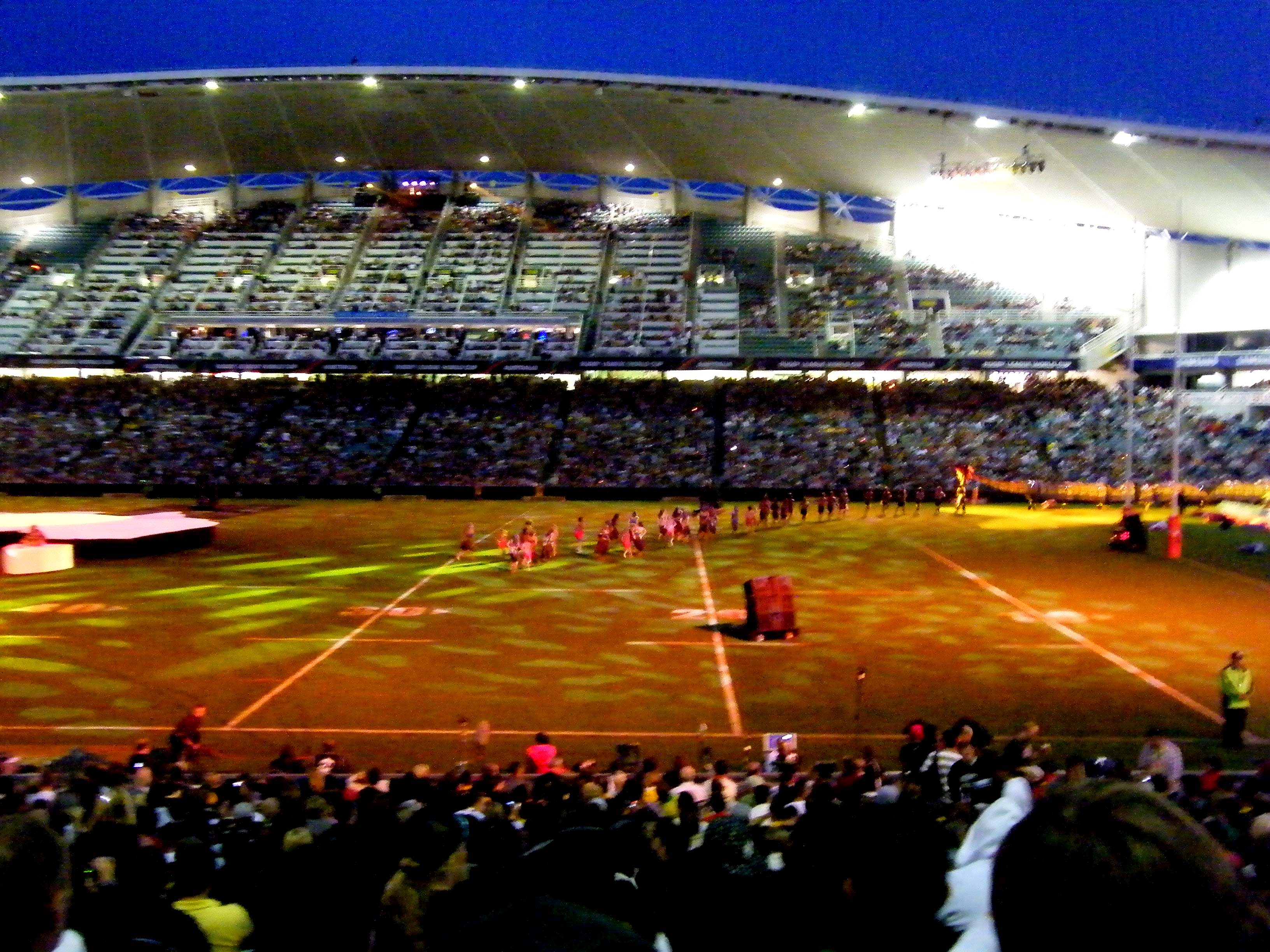
Cerimonia d'apertura del 26 ottobre al Sydney Football Stadium

La sera del 26 ottobre al Sydney Football Stadium si è svolta la cerimonia d'apertura della Coppa del Mondo. Dopo un discorso sul fair play ha avuto inizio una cerimonia aborigena per dare il benvenuto a tutti gli atleti e ai partecipanti. Durante la cerimonia è stato anche esibito un grosso Serpente Arcobaleno che rappresentava il Dreamtime. Nella parte finale della cerimonia d'apertura Natalie Bassingthwaighte ha cantato l'inno della Coppa del Mondo "Hero". 
Prima della partita tra Australia e Nuova Zelanda, in programma alla fine della cerimonia d'apertura, si è svolta un'avvincente partita tra una selezione di aborigeni australiani ("Indigenous Dreamtime") e i New Zealand Māori terminata 34-26 per gli australiani.

## Gruppo A

### Risultati
| Townsville 25 ottobre 2008 | Inghilterra | 32 – 22 | Papua Nuova Guinea | Willows Sports Complex (10.780 spett.) |

| Sydney 26 ottobre 2008 | Australia | 30 – 6 | Nuova Zelanda | Sydney Football Stadium (34.157 spett.) |

| Gold Coast 1º novembre 2008 | Nuova Zelanda | 48 – 6 | Papua Nuova Guinea | Robina Stadium (10.780 spett.) |

| Melbourne 2 novembre 2008 | Australia | 52 – 4 | Inghilterra | Docklands Stadium (36.297 spett.) |

| Newcastle 8 novembre 2008 | Inghilterra | 24 – 36 | Nuova Zelanda | Newcastle International Sports Centre (15.145 spett.) |

| Arbitro: | Steve Ganson |

|                                                  |    |          |
| D. Williams (3) S. Prince (2) Monaghan (2) Tupou | mt | Yere     |
| Thurston (7)                                     | tr | Wilshere |

### Classifica
| Squadra            | Giocate | Vinte | Pareggiate | Perse | A favore | Contro | Differenza | Punti |
| ------------------ | ------- | ----- | ---------- | ----- | -------- | ------ | ---------- | ----- |
| Australia          | 3       | 3     | 0          | 0     | 128      | 16     | +112       | 6     |
| Nuova Zelanda      | 3       | 2     | 0          | 1     | 90       | 60     | +30        | 4     |
| Inghilterra        | 3       | 1     | 0          | 2     | 60       | 110    | -50        | 2     |
| Papua Nuova Guinea | 3       | 0     | 0          | 3     | 34       | 126    | −92        | 0     |

## Gruppo B

### Risultati
| Canberra 26 ottobre 2008 | Scozia | 18 – 36 | Francia | Canberra Stadium (9.287 spett.) |

| Arbitro: | Ashley Klein |

|                                  |    |        |
| Uate (3) Hayne (2) Divavesi Tora | mt | Wilson |
| Naiqama (7)                      | tr | Bosc   |

| Arbitro: | Leon Williamson |

|                                   |      |                              |
| Steel 5’ Robertson 39’ Wilkes 75’ | mt   | 25’, 71’ Tadulala 42’ Bukuya |
| Brough 5’, 39’, 75’               | tr   | 42’ Naiqama                  |
|                                   | c.p. | 50’ Naiqama                  |

### Classifica
| Squadra | Giocate | Vinte | Pareggiate | Perse | A favore | Contro | Differenza | Punti |
| ------- | ------- | ----- | ---------- | ----- | -------- | ------ | ---------- | ----- |
| Figi    | 2       | 1     | 0          | 1     | 58       | 24     | +34        | 2     |
| Scozia  | 1       | 1     | 0          | 1     | 36       | 52     | -16        | 2     |
| Francia | 2       | 1     | 0          | 1     | 42       | 60     | -18        | 2     |

## Gruppo C

### Risultati
| Sydney 27 ottobre 2008 | Tonga | 22 – 20 | Irlanda | Parramatta Stadium (6.165 spett.) |

| Penrith 31 ottobre 2008 | Samoa | 20 – 12 | Tonga | Penrith Park (11.787 spett.) |

| Sydney 5 novembre 2008 | Irlanda | 34 – 16 | Samoa | Parramatta Stadium (8.602 spett.) |

### Classifica
| Squadra | Giocate | Vinte | Pareggiate | Perse | A favore | Contro | Differenza | Punti |
| ------- | ------- | ----- | ---------- | ----- | -------- | ------ | ---------- | ----- |
| Irlanda | 2       | 1     | 0          | 1     | 54       | 38     | +16        | 2     |
| Tonga   | 2       | 1     | 0          | 1     | 34       | 40     | -6         | 2     |
| Samoa   | 2       | 1     | 0          | 1     | 36       | 46     | -10        | 2     |

## Finale 7º posto
| Rockhampton 8 novembre 2008 | Tonga | 48 – 0 | Scozia | Browne Park (5.930 spett.) |

## Finale 9º posto
| Penrith 9 novembre 2008 | Samoa | 42 – 10 | Francia | Penrith Park (8.028 spett.) |

## Play off semifinali
| Gold Coast 10 novembre 2008 | Figi | 30 – 14 | Irlanda | Robina Stadium (8.224 spett.) |

## Semifinali
| Arbitro: | Shayne Hayne |

|                                                   |      |                             |
| Ropati (2) B. Harrison Hohaia B. Marshall Perrett | mt   | McGuire (2) Gleeson Peacock |
| J. Smith (3)                                      | tr   | Burrow (3)                  |
| Marshall                                          | c.p. |                             |

| Arbitro: | Ashley Klein |

|                                                |    |  |
| Slater (3) Thurston (3) Tate (2) Gallen Inglis | mt |  |

## Finale
| Arbitro: | Ashley Klein |

|                             |    |                                            |
| Lockyer (2) Williams Inglis | mt | Smith Ropati Hohaia Marshall tecnica Blair |
| Thurston (2)                | tr | Luke (3) Marshall (2)                      |

## Controversie
La composizione dei gruppi durante la fase a gironi è stata fortemente criticata dalla Papua Nuova Guinea, la quale si è ritenuta troppo svantaggiata dopo essere stata inserita nel gruppo a quattro squadre insieme con Inghilterra, Australia e Nuova Zelanda. I papuensi sono arrivati a minacciare il boicottaggio della competizione e l'organizzazione di un torneo alternativo che avrebbe visto impegnate altre nazionali delle isole del Pacifico.
L'allenatore della nazionale australiana Ricky Stuart è diventato furibondo dopo la finale persa contro i neozelandesi e ha attaccato verbalmente il capo dell'Australian Rugby League Geoff Carr sostenendo la tesi della cospirazione, da parte degli organizzatori del torneo e degli arbitri, per causare la sconfitta dell'Australia. La mattina seguente Stuart ha avuto l'opportunità di incontrare l'arbitro della finale e il direttore degli arbitri, insultandoli ripetutamente e comportandosi in modo intimidatorio davanti a una dozzina di testimoni. Successivamente l'allenatore si è scusato per il suo comportamento ed ha rassegnato le dimissioni.